# Air Nova
Air Nova fue una aerolínea de Canadá. En el 2001 fue absorbida por Air Canada.

## Historia
Air Nova fue establecida en 1986 con 1 DHC-8-100.Más adelante se adquirieron reactores BAe-146.En la primavera de 1999, Air Alliance fue adquirida por Air Nova.En el 2001 Air Nova, Air BC, Air Ontario y Canadian Regional fueron adquiridas por Air Canada y consolidadas como Air Canada Jazz.Air Nova fue miembro de Star Alliance.

## Flota

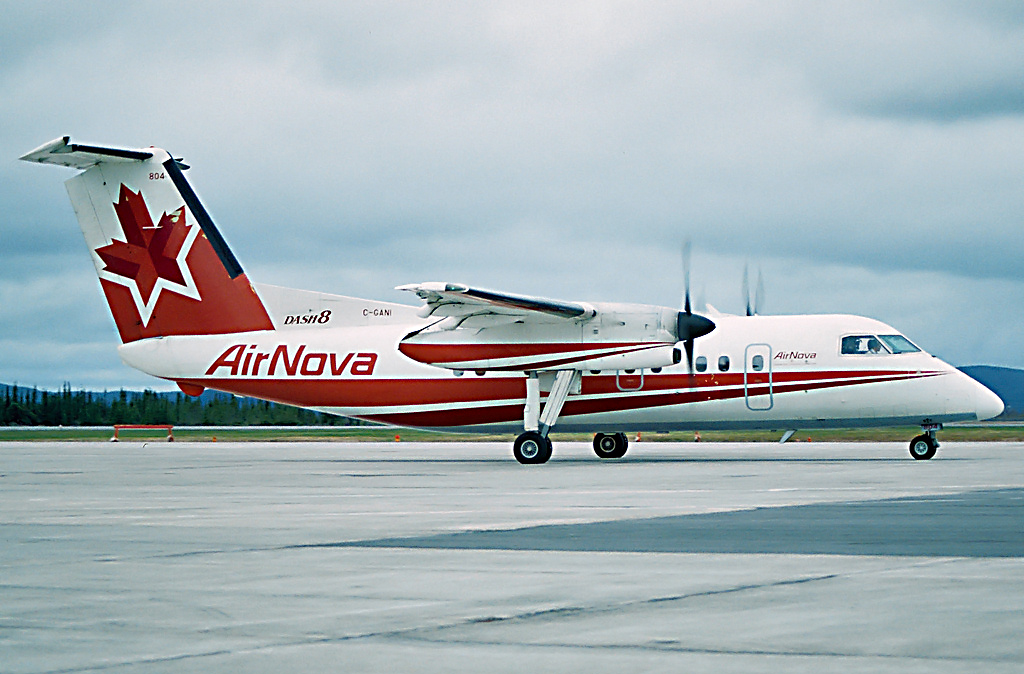
DHC-8.

La flota de Air Nova se compuso de:
- 1DeHavilland Canada DHC-8-100
- 1BAe-Avro 146

- Datos: Q4381038
- Multimedia: Air Nova / Q4381038